# Самоковска епархија
Самоковска епархија је бивша православна епархија са средиштем у граду Самокову. Као посебна епархија, постојала је у раздобљу од средине 16. до почетка 20. века.

## Историја
У раздобљу између 1557. и 1766. године, Самоковска епархија се налазила у саставу обновљене Српске патријаршије. У то време, самоковске владике су носиле почасни наслов митрополита. Након 1766. године, епархија је потпала под Цариградску патриаршију и остала је у њеном саставу све до 1870. године, када је прикључена Бугарској егзархији. Као посебна епархија укинута је 1907. године, а њено подручје је прикључено Софијској епархији. Подручје Самоковске епархије обухватало је области око градова: Самоков, Дупница, Горња Џумаја, Крупник и Разлог.

## Митрополити
- Јоасаф (око 1578)
- Ананије (током 16. или 17. века)
- Висарион I (око 1683)
- Нектарије (око 1703-1706)[2]
- Висарион II (око 1715)
- Кирило (око 1725)
- Јефрем (око 1732)[3]
- Симеон (око 1734)[4], обешен од Турака у Софији на дан 21. августа 1737. године[5]
- Мелетије (око 1744)[6]
- Антим (током 18. века)
- Серафим (током 18. века)
- Неофит (око 1753, 1766[7] и 1771[8], умро 16. априла 1778. године[9])
- Филотеј (1778-1819)[10]
- Јеротеј (1819-1826)[11][12]
- Игњатије I (1826-1829)
- Игњатије II (1829-1837)
- Јеремија (1837-1846)[13]
- Матеј (1846-1859)[14][15]
- Пајсије (администратор, 1860-1861)[16]
- Неофит (1861-1872)[14]
- Доситеј (1872-1907)[17]